# Fato Metelli Romae fiunt consules
Fato Metelli Romae fiunt consules (alla lettera è per volere del destino che a Roma i Metelli sono eletti consoli) è un'espressione latina tratta da un verso del Bellum Poenicum di Nevio, opera scritta nell'antico metro saturnio.
Secondo la tradizione il verso rientrerebbe in una celebre altercatio tra il poeta e la potente famiglia romana in occasione dell'elezione a console nell'anno 206 di Quinto Cecilio Metello. Secondo alcuni Nevio avrebbe usato l'espressione per indicare che l'elezione era avvenuta senza meriti personali. Si può anche leggere nel verso un doppio senso per intendere: È per la rovina di Roma che i Metelli sono eletti consoli. 
Secondo la tradizione i Metelli risposero con l'espressione, anch'essa a doppio senso Malum dabunt Metelli Naevio poetae che può intendersi sia I Metelli offriranno una mela al poeta Nevio che I Metelli faranno male al poeta Nevio.
A causa di questo contrasto e di un altro attacco polemico, nientemeno che contro Publio Cornelio Scipione Africano, il Poeta finì in prigione, da dove uscì solo dopo aver in qualche modo fatto ammenda delle offese nelle due commedie Ariolus e Leo.